# (20425) 1998 VD35
1998 VD35 (asteroide 20425) é um APL. Possui uma excentricidade de 0.47673984 e uma inclinação de 6.98207º.
Este asteroide foi descoberto no dia 15 de novembro de 1998 por Spacewatch em Kitt Peak.